# María Isabel Loring
María Isabel Loring García (Sevilla, 21 de septiembre de 1950 - Madrid, 5 de abril de 2006) fue una historiadora española. 
Se especializó en Historia Medieval, doctorándose con una tesis sobre la organización eclesiástica y las relaciones sociales en la Cantabria de la Alta Edad Media. Posteriormente fue profesora de Historia de la Edad Media en la Universidad Complutense de Madrid. A lo largo de su vida académica fue autora de numerosos trabajos de investigación, ya sea en solitario o en colaboración con su marido Abilio Barbero de Aguilera (además fue la coordinadora de la obra: Historia social, pensamiento historiográfico y Edad Media : homenaje al Prof. Abilio Barbero de Aguilera realizado después de la muerte de este).